# Malayotyphlops castanotus
Malayotyphlops castanotus är en ormart som beskrevs av Wynn och Leviton 1993. Malayotyphlops castanotus ingår i släktet Malayotyphlops och familjen maskormar. Inga underarter finns listade i Catalogue of Life.
Denna orm förekommer i Filippinerna på Visayaöarna inklusive Negros, Panay, Boracay och Inampulugan. Honor lägger ägg.